# Lucien Buysse
Pour les articles homonymes, voir Buysse et Buyze.
Lucien Buysse (de son vrai nom Buyze), né le 11 septembre 1892 à Wontergem et mort le 3 janvier 1980 à Deinze, est un coureur cycliste belge, professionnel entre 1913 et 1933.
Lucien Buysse remporte le Tour de France en 1926, après une troisième place en 1924 et une seconde en 1925. Il enlève cinq étapes de la grande boucle en huit participations (1 en 1923, 2 en 1925 et 2 en 1926). Il est connu, en particulier, pour avoir remporté en 1926, après plus de dix-sept heures de selle, l'étape Bayonne-Luchon, une étape dantesque d'anthologie, généralement considérée comme l'étape la plus extraordinaire de l'Histoire du Tour de France, intégralement courue sous une pluie battante.
Il est inhumé à Wontergem.

## Dynastie

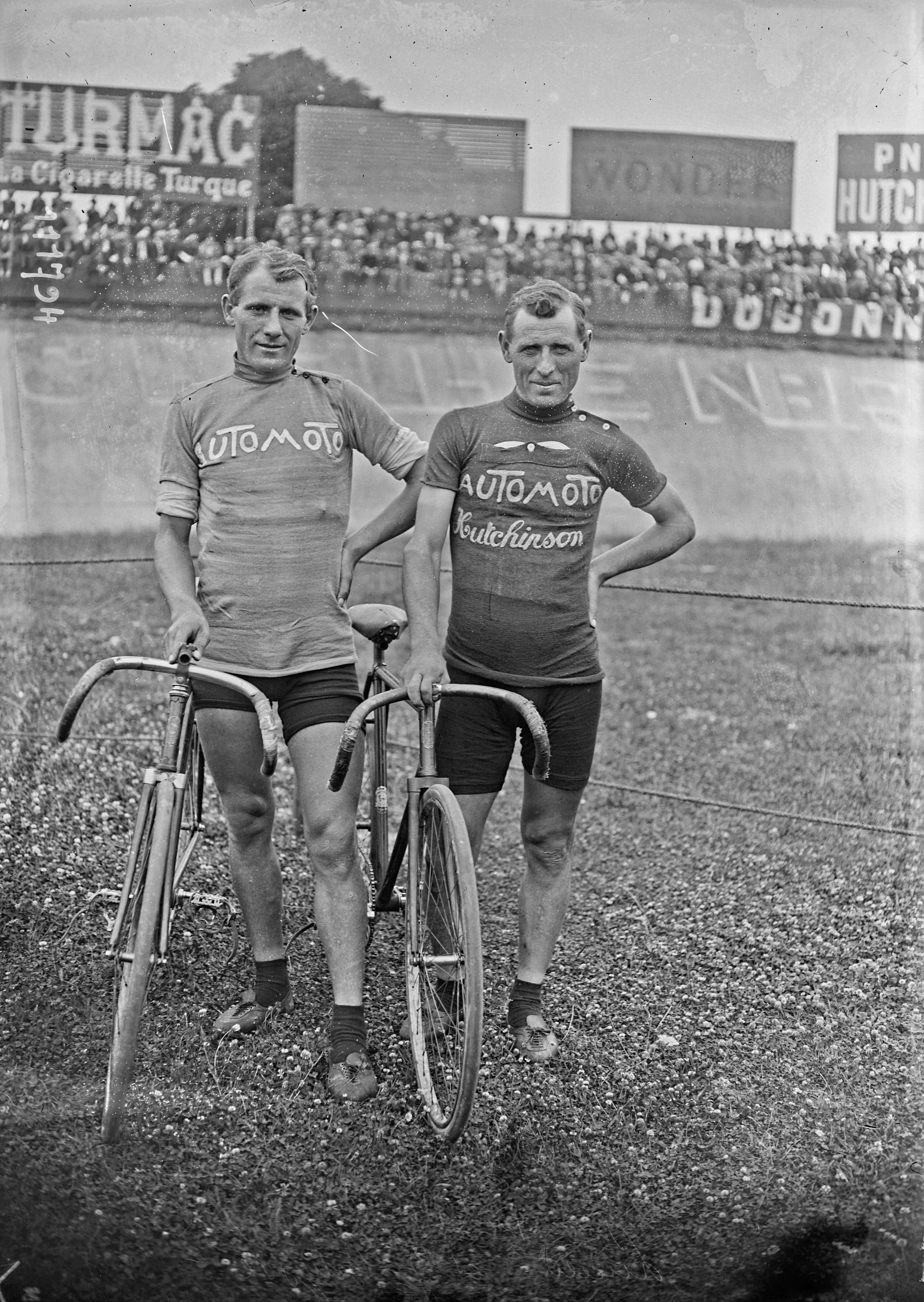
Lucien et Jules Buysse au Parc des Princes en 1926.

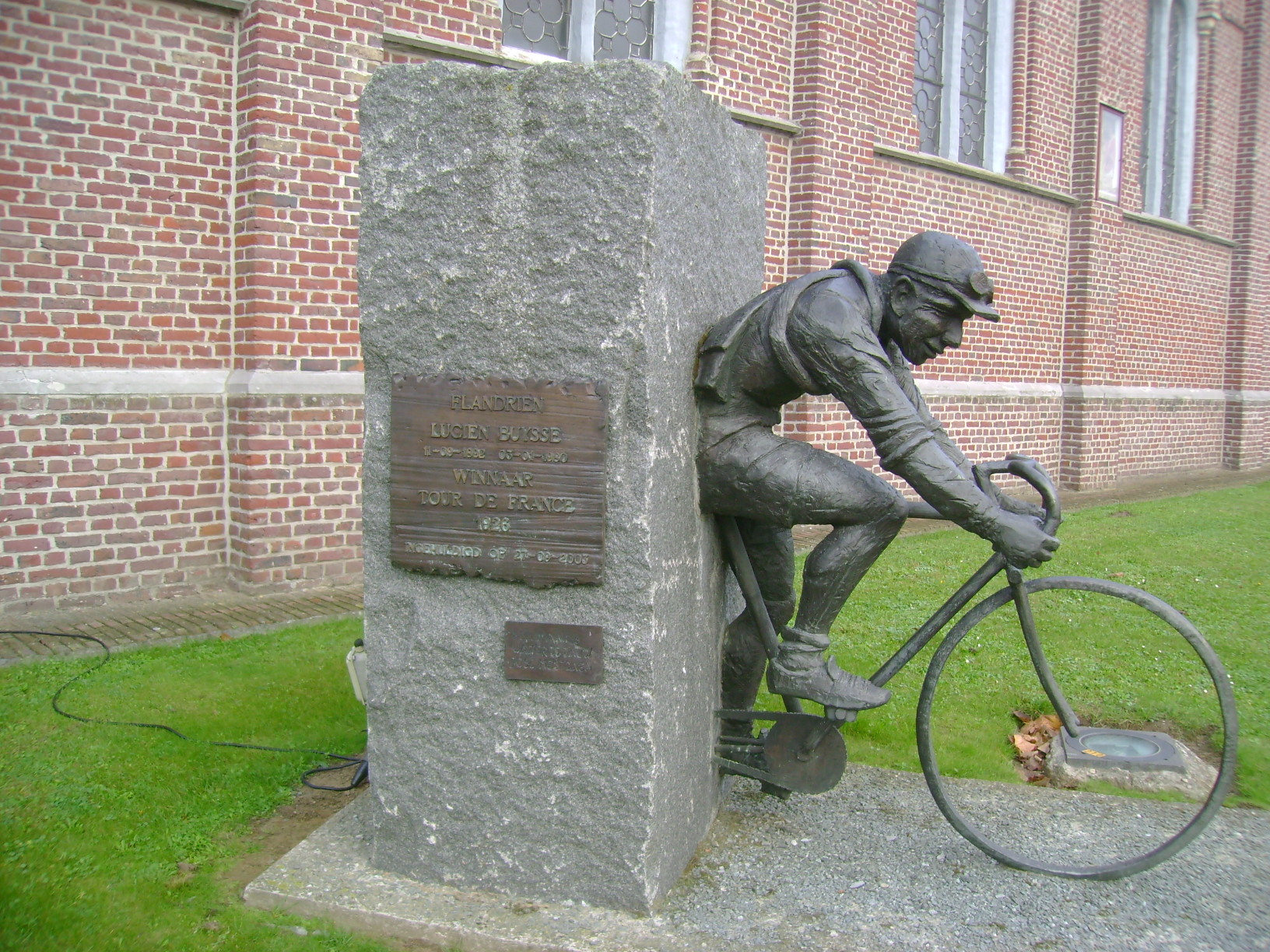
Monument dédié à Lucien Buysse, à Wontergem.

Lucien Buysse eut trois fils (Carlos, Marcel Buysse et Daniel) tous cyclistes professionnels.
Il avait aussi trois frères également professionnels :
- Jules Buysse, 9e du Tour de France 1926 ;

- Cyriel Buysse ;

- Marcel Buysse, 3e du Tour de France 1912, lequel eut également trois fils à leur tour professionnels (Albert, Robert et Norbert).

## Palmarès sur route

### Par année
- 1913
  - Bruxelles-Liège
  - 2e de Bruxelles-Luxembourg-Mondorf
  - 8e de Liège-Bastogne-Liège
- 1914
  - Bruxelles-Liège indépendants
  - 2e de Bruxelles-Luxembourg
- 1919
  - 3e du Grand Prix de l'Armistice
  - 10e de Milan-San Remo
- 1920
  - 2e de Liège-Bastogne-Liège
  - 3e de Paris-Roubaix
  - 7e du Tour des Flandres
- 1921
  - 5e étape du Tour de Belgique
  - 3e d'Arlon-Ostende
  - 4e du Tour d'Italie
- 1922
  - 5e du Tour des Flandres
- 1923
  - 8e étape du Tour de France
  - 8e du Tour de France
- 1924
  - 3e du Tour de France
- 1925
  - 11e et 12e étapes du Tour de France
  - 2e du Tour de France
  - 10e de Paris-Tours
- 1926
  - Tour de France :
    -  Classement général
    - 10e et 11e étapes

  - 3e de Bordeaux-Paris
- 1927
  - 4e étape  du Tour du Pays basque
  - 3e du Tour du Pays basque
  - 3e du Critérium du Midi
- 1928
  - 2e du Championnat des Flandres
  - 4e du Tour des Flandres

### Résultats sur les grands tours

#### Tour de France
8 participations
- 1914 : abandon (10e étape)
- 1919 : abandon (2e étape)
- 1923 : 8e, vainqueur de la 8e étape
- 1924 : 3e
- 1925 : 2e, vainqueur 11e et 12e étapes
- 1926 :  Vainqueur du classement général, vainqueur des 10e et 11e étapes,  maillot jaune pendant 8 jours
- 1929 : abandon (9e étape)
- 1930 : abandon (16e étape)

#### Tour d'Italie
1 participation
- 1921 : 4e

## Palmarès sur piste
- 1922
  - 2e des Six Jours de Gand (avec Henri Van Lerberghe)
- 1923
  - Six Jours de Gand (avec Victor Standaert)
- 1924
  - 2e des Six Jours de Gand (avec Jules Van Hevel)
- 1925
  - 3e des Six Jours de Gand (avec Emile Thollembeek)